# 可洛米分
可洛米分 （INN：clomifene，USAN：clomiphene）或克羅米芬，是一種選擇性雌激素受體調節劑，主要用於治療婦女無排卵性不孕症，包括多囊卵巢綜合症。使用後會導致生出雙胞胎的機率增加。本品為口服藥，一天服用一次。
用藥後的常見副作用有骨盆疼痛和熱潮紅。另外的副作用有視力受影響、嘔吐、睡眠障礙、卵巢癌和癲癇發作。不建議患有肝病或原因不明陰道出血的個體使用，也不建議孕婦使用。可洛米分屬於選擇性雌激素受體調節物 ，也是一種非甾体類藥物。它是通過刺激下視丘釋放促性腺激素釋放激素 (GnRH)，繼而促使腦垂體前葉分泌促性腺激素來發揮作用。
可洛米分於1967年取得美國用於醫療用途的核准。它已列入世界衛生組織基本藥物標準清單之中，歸類於"排卵誘導劑"（列於補充清單）。此藥物啟用之後，標誌出不孕症治療進入一個新的輔助生殖技術時代。。
可洛米分（尤其是純化的恩氯米分同分異構物）也被發現具有強力提升或恢復有性腺功能低下症男性睪酮水平的能力。但因此藥物有提升運動員表現的作用，而被世界反運動禁藥機構 (WADA) 列為違禁用藥。

## 醫療用途

### 生殖醫學
可洛米分是幾種用於誘導因不排卵或少排卵而導致不孕症個體排卵中的一種替代療法。但目前還沒足夠的證據顯示此藥物對不明原因的不孕症有幫助。研究觀察到使用可洛米分治療的臨床妊娠率可達每週期5.6%，而未經治療的臨床妊娠率為每週期1.3%–4.2%。可洛米分也已與其他輔助生殖技術聯合使用，以提高妊娠成功率。
對於希望成為父親的跨性別女性（由男性轉為女性）來說，可洛米芬提供一線希望。研究顯示此藥物能有效刺激精子發生。然而已知跨性別女性接受過女性化激素療法後，精子發生會受抑制，因此對此類群體生育力的影響仍有待進一步研究。

#### 睪酮替代療法
可洛米分是一種經濟實惠且有效的治療選項，可顯著提升患性腺功能低下症男性體內的睪酮水平，作為傳統雄激素替代療法的另一治療方案。研究顯示可洛米分能將睪酮水平提高2至2.5倍。雖然一些研究方法仍有待改善，但此藥物在改善男性性腺功能低下方面的價值已受廣泛關注。

#### 男性乳房肥大
可洛米分曾被用於治療男性乳房肥大，但效果不穩定。研究顯示它對某些病例有效，但整體效果不如他莫昔芬或雷洛昔芬。這是因為可洛米分的成分之一 - 祖可洛米分具有雌激素作用，可能反會加重症狀。因此可洛米分並非治療男性乳房肥大的首選藥物。
祖可洛米分有很長的生物半衰期，可在可洛米分停藥後至少261天內仍可在使用者的尿液中檢測出。

## 禁忌症
禁忌症包括對此藥物過敏、懷孕、既有肝臟問題、原因不明的陰道出血、除多囊性卵巢症候群之外的其他卵巢囊腫，及未經有效控制的腎上腺、甲狀腺功能異常，或是罹患腦下垂體腫瘤的個體。

## 副作用
使用可洛米分後最常見的相關不良反應（>10%）是可逆性卵巢腫大。
較少見的副作用（1-10%）有視覺症狀（視力模糊、複視、飛蚊症、恐光症、視野缺損）、頭痛、熱潮紅）、對光線敏感和瞳孔縮小、異常子宮出血和/或腹部不適。
罕見不良事件（<1%）有高血脂症、肝炎、可逆性禿髮和/或卵巢過度刺激症候群。
可洛米分可能導致多卵排放，而增加生產雙胞胎（10%的出生率，而一般人約為1%）和三胞胎的機會。
使用可洛米分治療不孕症似乎不會改變出生缺陷和流產的發生率。可洛米分與肝臟異常和一些肝毒性病例有關聯。

### 癌症風險
一些研究顯示如持續使用可洛米分超過一年，可能會增加罹患卵巢癌的風險。這可能僅適用於從未懷孕且尚未懷孕的女性。但後續研究並未將此一關聯證實。
可洛米分已被證明與惡性黑色素瘤和甲狀腺癌的風險增加有關聯。甲狀腺癌風險與成功懷孕的次數無關聯。

## 藥理學

### 藥效學

#### 選擇性雌激素受體調節劑活性
可洛米分是一種非類固醇的三苯乙烯衍生物，可作為選擇性雌激素受體調節劑 (SERM)。它由非外消旋混合物組成，其中有祖可洛米分 (~38%) 和恩可洛米分 (~62%)，各具有獨特的藥理特性。它是雌激素受體 (ER) 的混合型激動劑和受體拮抗劑。在低基線雌激素水平的情況下，可洛米分可激活ERα，而在高基線雌激素水平的情況下，可部分阻斷雌激素受體。相反的，此藥物是雌激素受體β的拮抗劑。可洛米分對子宮具有抗雌激素作用。可洛米分對於許多目標組織，例如脂類、循環系統和乳房影響的臨床研究有限。[研究顯示，可洛米分對骨骼健康有正面影響。研究發現可洛米分會降低女性體內的胰島素樣生長因子1 (IGF-1) 水平（IGF-1在人體生長發育過程中扮演非常重要的角色。它不僅促進細胞的生長與分裂，還參與許多生理過程）。
可洛米分是一種長效的ER配體，在細胞核受體中的滯留時間超過48小時。它是一種前體藥物，其代謝途徑與相關的三苯乙烯類SERM他莫昔芬和托瑞米芬相似。 
雖然可洛米分具備雌激素樣作用，但其主要作用機制是透過抗雌激素效應來刺激排卵。
研究顯示，每天服用50毫克可洛米分8個月，可顯著提升男性睪酮水平。其中年輕男性睪酮增加幅度約為870奈克/分升（ng/dL），較老年男性的490奈克/分升為高。雌二醇水平在年輕男性中增加62皮克/毫升（pg/mL），在老年男性中增加40皮克/毫升。研究結果顯示可洛米分對於刺激性腺激素分泌的效果在年輕男性中較為顯著，相較之下，老年男性的反應較為緩慢。對於性腺功能低下男性，可洛米分能有效提升睪酮水平至293至362奈克/分升之間，同時雌二醇水平亦提升至5.5至13皮克/毫升。在一項針對低睪固酮水平男性 (<400奈克/分升) 的大型臨床研究中，每天接受25毫克可洛米分治療3個月後，睪酮水平從309奈克/分升提高到642奈克/分升。使用者雖然總膽固醇水平顯著降低，但未觀察到高密度脂蛋白、三酸甘油酯、空腹血糖或催乳素水平有顯著變化。

#### 其他作用
可洛米分是一種抑制劑，能抑制24-脫氫膽固醇還原酶將去甲膽固醇轉化為膽固醇的作用。考量到可洛米分長期使用可能引發脫氫膽固醇病，伴隨白內障和魚鱗病等副作用的風險，因此並未納入乳癌治療的選項。研究發現，長期服用可洛米分會導致體內脫氫膽固醇水平上升10%，且有報告指出，每日使用高劑量（200毫克）可洛米分可能引發視力問題。

### 藥物動力學
可洛米分產生的代謝物有：N-去甲基可洛米分、可洛米分氧化物 (可洛米分N-氧化物)、4-羥基可洛米分和4-羥基-N-去甲基可洛米分。.可洛米分是一種前體藥物，其中4-羥基可洛米分和4-羥基-N-去甲基可洛米分最為重要，也是最活躍的代謝物。
可洛米分發生作用時間為療程開始後的5至10天，在人體內的生物半衰期約為4至7天。.在一項研究中，單次服用50毫克的劑量後，可洛米分的生物半衰期為128小時 (5.3天)，4-羥基可洛米分為13小時，4-羥基-N-去甲基可洛米分為15小時。 
可洛米分大部分經由肝臟代謝，然後代謝物進入膽汁中，再進入腸道，部分代謝產物在腸道被重新吸收，返回肝臟，形成腸肝循環。 可洛米分及其代謝物主要通過糞便排出人體 (42%)，停藥至完全排除為時長達6週。

## 化學
可洛米分是一種三苯乙烯衍生物。 它是兩種順反異構混合物：順式恩可洛米分 ((E)-可洛米分) 形式和反式祖可洛米分 ((Z)-可洛米分) 形式。 這兩種異構體的比例差異會導致可洛米分表現出不同的雌激素和抗雌激素活性。這些異構體於合成後的典型比例為祖可洛米分佔38%和恩可洛米分佔62%。美國藥典規定可洛米分製劑必須含有30%至50%的祖可洛米分。

## 歷史
可洛米分由在威廉·S.·梅雷爾化學公司服務的Frank Palopoli所領導的團隊於1956年成功合成，並於1959年11月獲得產品專利權。醫界在1964年至1974年期間研究使用可洛米分於治療晚期乳癌，發現有療效，但由於擔心長期使用會導致脫氫膽固醇病而將之放棄。但短期使用（例如幾天到幾個月）則無此顧慮，因而持續被研究用於其他適應症。
為確保可洛米分的安全性與有效性，相關臨床研究是在嚴格的新藥研究申請（IND）程序下進行。這項研究是根據1962年凱福弗-哈里斯修正案的要求，修正案是為加強藥物安全監管而制定，目的在避免類似於沙利竇邁醜聞再次發生。可洛米分於1967年以Clomid品牌名稱獲准上市。它最初用於治療月經過少，但後來擴大用途，將治療排卵障礙包括在內（接受治療後的女性的懷孕率高於預期）。
此藥被廣泛認為是治療女性不孕症的一場革命，是輔助生殖技術時代的紀元，套用美國醫生及科學家Eli Adashi所言，是"美國多胞胎現象的開端" 。
梅雷爾化學公司於1980年被陶氏化學公司收購，後來經歷數次轉手，:9–11最終的東家為賽諾菲。可洛米分成為最廣泛開立處方，用於逆轉不排卵或少排卵的排卵誘導藥物。

## 社會與文化

### 品牌名稱
可洛米分在全球以許多品牌名稱銷售，如Beclom, Bemot, Biogen, Blesifen, Chloramiphene, Clofert, Clomene, ClomHEXAL, Clomi, Clomid, Clomidac, Clomifen, Clomifencitrat, Clomifene, Clomifène, Clomifene citrate, Clomifeni citras, Clomifeno, Clomifert, Clomihexal, Clomiphen, Clomiphene, Clomiphene Citrate, Cloninn, Clostil, Clostilbegyt, Clovertil, Clovul, Dipthen, Dufine, Duinum, Fensipros, Fertab, Fertec, Fertex, Ferticlo, Fertil, Fertilan, Fertilphen, Fertin, Fertomid, Ferton, Fertotab, Fertyl, Fetrop, Folistim, Genoclom, Genozym, Hete, I-Clom, Ikaclomin, Klofit, Klomen, Klomifen, Lomifen, MER 41, Milophene, Ofertil, Omifin, Ova-mit, Ovamit, Ovinum, Ovipreg, Ovofar, Ovuclon, Ovulet, Pergotime, Pinfetil, Profertil, Prolifen, Provula, Reomen, Serofene, Serophene, Serpafar, Serpafar, Surole, Tocofeno, and Zimaquin。

### 法規限制
可洛米分因含有抗雌激素物質而被世界反運動禁藥機構列入禁藥名單中。抗雌激素物質被認為可提升運動員的表現。
可洛米分與其他同化類固醇（半合成激素類藥物）一樣，均可導致男性肌肉質量增加。調查發現，可洛米分被不肖業者非法添加到網購的運動補品中，以提升運動表現為噱頭來吸引消費者。

## 研究
可洛米分作為一種常用的排卵誘導藥物，其療效在更年期前女性中已被廣泛證實。但尚無對更年期後女性中的應用效果以及潛在副作用做過詳盡研究。
由於可洛米分會引起不可逆的白內障等副作用，且後來出現的他莫昔芬可提供更佳的治療選擇，此藥物在乳腺癌治療中的應用研究因而停止。